# Éruption du Hunga Tonga en 2022
L'éruption du Hunga Tonga en 2022 est une éruption volcanique majeure qui s'est produite entre le 14 et le 15 janvier 2022, sur l'île volcanique Hunga Tonga-Hunga Ha'apai de l'archipel des Tonga. 
Le centre du volcan s'effondre, tout en expulsant une énorme quantité de magma qui réagit violemment avec l'eau, alimentant plusieurs grandes explosions et des centaines d'explosions beaucoup plus petites ; la phase paroxysmique de l'éruption de type plinienne et surtseyenne a propulsé un nuage de cendres et d'éléments volatils jusque dans la stratosphère. Son onde de choc se propage dans l'atmosphère, et est enregistrée dans une bonne partie du monde. Elle se traduit aussi par une onde de tsunami sur l'ensemble de l'océan Pacifique, qui affecte les côtes de plusieurs pays riverains. La violence de l'éruption modifie grandement le paysage local et pulvérise une grande partie de l'île Hunga Tonga-Hunga Ha'apai.
Selon les scientifiques, l'éruption a produit le plus haut panache volcanique jamais enregistré avec des instruments modernes, à 57 km de haut.

## Contexte
Le volcan Hunga Tonga, quasiment inactif depuis 2014, entre en éruption le 20 décembre 2021, envoyant des particules dans la stratosphère. Le panache de cendres est visible depuis Nukuʻalofa, la capitale des Tonga, située à environ 70 km du volcan. Le Volcanic Ash Advisory Center (VAAC) de Wellington, en Nouvelle-Zélande, émet un avis aux compagnies aériennes. Des explosions sont entendues jusqu'à 170 km du volcan. Cette éruption initiale se termine le 21 décembre vers 2 h. L'activité volcanique reprend le 25 décembre ; d'après des images satellite, la taille de l'île a augmenté. Par la suite, l'activité visible du volcan diminue, et il est déclaré en sommeil le 11 janvier 2022.

## Déroulement de l'éruption
Les capteurs sous-marins des données hydroacoustiques du Système de surveillance international (IMS) du 15 janvier 2022 montrent une activité de longue durée (40 minutes) commençant avant et se terminant après l'éruption paroxystique du HTHH vers 4h15 UTC.
À 4 h 15 UTC, des ondes sismiques de corps basses fréquences [0,001-0,05] Hz et de grandes ondes infrasonores sont simultanément détectées dans l'atmosphère, ainsi qu'un premier tsunami précurseur (créé par l'onde de pression aérienne) puis le tsunami principal, dont la queue dispersive était encore enregistrée par des hydrophones hydroacoustiques sous-marins à 16 120 km de là. La queue dispersive d'un tsunami est la partie du tsunami qui se propage plus lentement que le reste du tsunami.
Les ondes infrasonores contenaient une onde de Lamb (un type d'onde acoustique) enregistrée sur les infrasonomètres et les sismomètres proches du rivage. Cette onde contenait des périodes d'au moins 2 000 s,. Le différentiel de pression crête-à-creux mesuré à la station IMS la plus proche (IS22, à 1 850 km de l'épicentre), était de 340 Pa, soit bien plus que le record connu jusqu'alors (correspondant à la chute du météore de Tcheliabinsk).
Ceci fait de l'éruption du volcan Hunga Tonga-Hunga Ha'apai en 2022 l'une des plus puissantes jamais enregistrées. Elle a généré des ondes sismiques, infrasonores et atmosphériques qui ont été détectées par les capteurs de l'IMS aux quatre coins du monde. Ces données ont permis de l'étudier plus en détail et de mieux comprendre les processus physiques qui se produisent lors des éruptions volcaniques. Ces informations sont essentielles pour améliorer les systèmes de prévision et d'alerte des tsunamis et des autres catastrophes naturelles.

### Phase sub-aérienne
Une nouvelle éruption commence le 14 janvier à 4 h 20 heure locale, envoyant des nuages de cendres à plus de 20 km d'altitude dans l'atmosphère. Le gouvernement des Tonga lance une alerte au tsunami pour prévenir les habitants. Des géologues tongiens situés près du volcan y observent des explosions et une colonne de cendres de 5 km de large.

Observation de l'éruption de janvier 2022 au-dessus de l'océan Pacifique sud depuis le satellite GOES-West.

### Phase plinienne et surtseyenne
Le 15 janvier, une phase éruptive beaucoup plus importante et explosive se produit vers 17 h 15 heure locale (4 h 14 min 45 s UTC),. Elle émet un nouveau panache de cendres qui est propulsé dans la stratosphère, à plus de 15 km d'altitude, avec une extension maximale de plus de 500 km. Le 16 janvier, une partie du matériel volcanique du nuage atteint l'altitude maximale de 31 km,. Les données satellitaires montrent que le panache est finalement monté jusqu'à 57 km, la plus haute altitude jamais enregistrée pour un panache volcanique.
La violence de l'explosion s'explique par le contact de l'eau à 20 °C avec le magma (1 110 °C) ; à chaque contact de l'eau avec le magma, l'eau explose et cette interaction peut lui permettre de pénétrer plus profondément sur les bords du magma, augmentant la surface de contact, ce qui engendre une réaction en chaîne particulièrement explosive dans le contexte de cette caldeira qui « était également juste assez peu profonde pour que la pression de l'eau ne supprime pas l'explosion, mais suffisamment profonde pour que le magma soit alimenté en énormes quantités d'eau pour alimenter les interactions, entraînant plusieurs grandes explosions et des centaines d'explosions beaucoup plus petites chaque minute. » Des témoins oculaires du jour de l'éruption ont rapporté « des crépitements et du bruit comme des tirs d'artillerie » jusqu'à 90 kilomètres de l'éruption (des sons inhabituels pour une éruption).
Le Volcanic Ash Advisory Center (VAAC) émet de nouveau un avertissement à l'adresse des compagnies aériennes. Les cendres de l'éruption touchent terre sur l'île principale de Tongatapu, masquant le Soleil, tandis que les habitants des Tonga sont bloqués dans les bouchons en tentant de rejoindre des zones plus élevées. De fortes explosions sont entendues à 65 km dans Nukuʻalofa et des petites pierres, des cendres retombaient du ciel,. L'explosion est entendue jusqu'aux Samoa, situées à plus de 840 km du lieu de l'éruption,. Les habitants des Fidji décrivent des sons s'apparentant à ceux du tonnerre. Des détonations sont aussi entendues à travers la Nouvelle-Zélande, ainsi que jusqu'au Yukon, dans le Nord canadien,. L'éruption a déclenché des ondes de surface de magnitude ms_20 5,8 selon l'Institut d'études géologiques des États-Unis, (à ne pas confondre avec la magnitude de moment utilisée habituellement pour caractériser la puissance d'un séisme). Avec une explosion équivalente à 110 Mégatonnes de TNT, en terme d'énergie dégagée, l'explosion a dégagé une puissance simillaire à celle d'un séisme de magnitude de 8.55-8.6 soit deux fois plus que la plus grosse explosion nucléaire d'origine humaine.

Onde de choc de l'éruption du Hunga Tonga capturée par GOES-17 (GOES-West) et illustrée via une imagerie de canal vapeur d'eau de niveau intermédiaire.

L'émission et la propagation du panache volcanique sont observées depuis l'espace par des satellites, et des ondes de choc se propagent à travers le Pacifique : l'onde de pression est mesurée par des stations météorologiques dans toute la Nouvelle-Zélande à une amplitude maximale d'environ 7 hPa. Elle est également enregistrée par des stations météorologiques en Australie,,. Une fluctuation de la pression atmosphérique de 2,5 hPa est également mesurée en Suisse ou encore dans le Var (France). Les ondes de choc sont mesurées, une première scientifique, à une altitude de 20 km grâce aux ballons pressurisés stratosphériques de la campagne Strateole 2 du CNRS et du CNES. Situés à 2 000 et 7 600 m, ces deux ballons n'étaient pas encore redescendus alors que la campagne touchait à sa fin. La poussée du panache dans l'atmosphère a généré des ondes de gravité atteignant dans la troposphère et la stratosphère la vitesse maximale prédite théoriquement, et même dans l'ionosphère la vitesse record de 667 m/s.
Le réseau national de détection de la foudre de Vaisala mesure sous forme d'ondes radio l'intense activité de la foudre pendant la phase d'éruption. Plusieurs centaines de milliers d'éclairs sont ainsi enregistrés par le système au cours des deux semaines précédant l'éruption. Du 14 au 15 janvier, des dizaines de milliers d'éclairs se déclenchent et, entre 5 h et 6 h UTC le 15 janvier, plus de 200 000 flashs sont enregistrés.
Les premières observations montrent que la colonne d'éruption a éjecté une grande quantité de matériel volcanique dans la stratosphère. Un scientifique de l'université d'Auckland la décrit comme un événement unique depuis 1 000 ans,. En tout, ce sont plus de 400 000 tonnes de dioxyde de soufre qui ont été relâchés dans l'air.

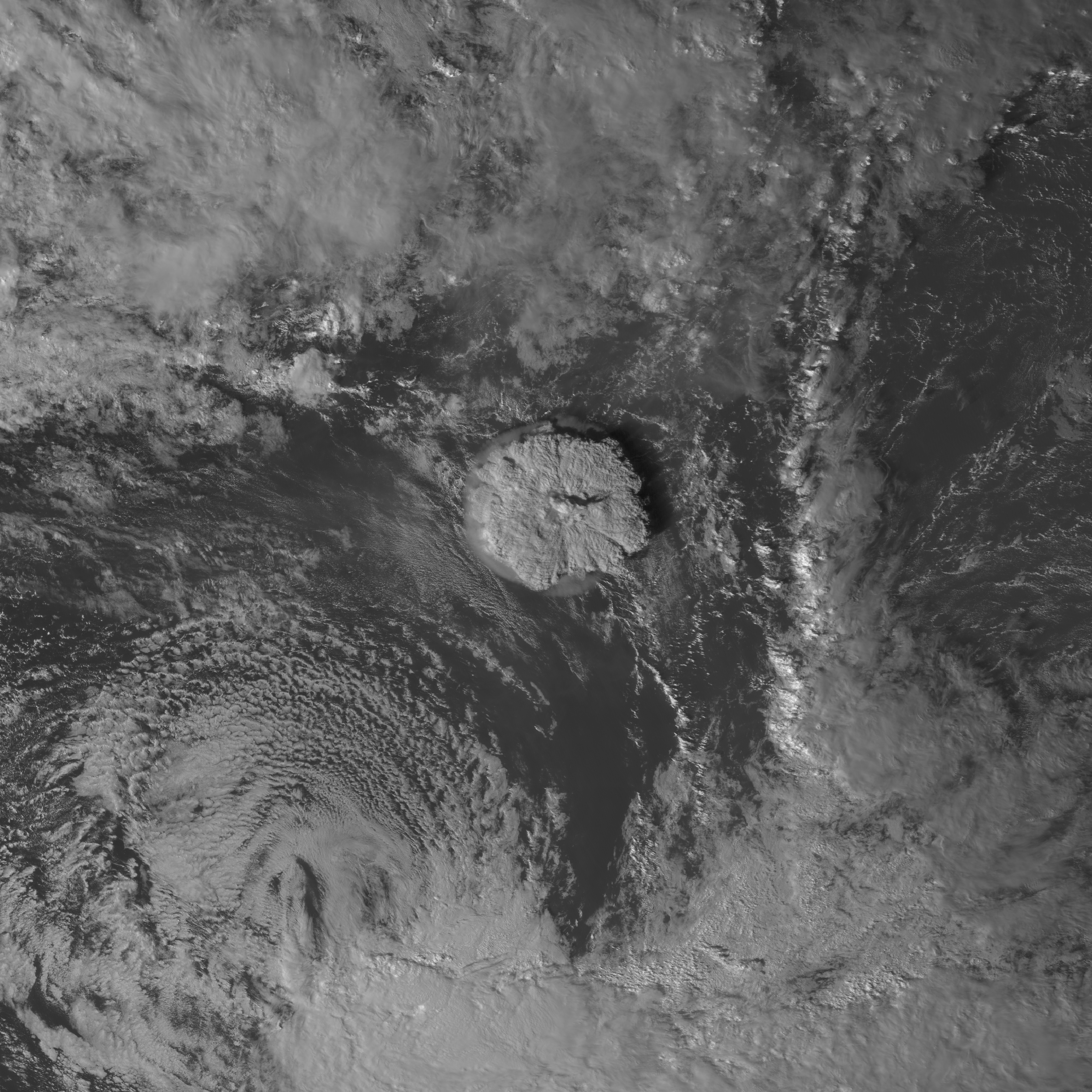
Image satellite de l'éruption de Hunga Tonga avec les restes du cyclone tropical Cody au sud-ouest tard le 15 janvier 2022.
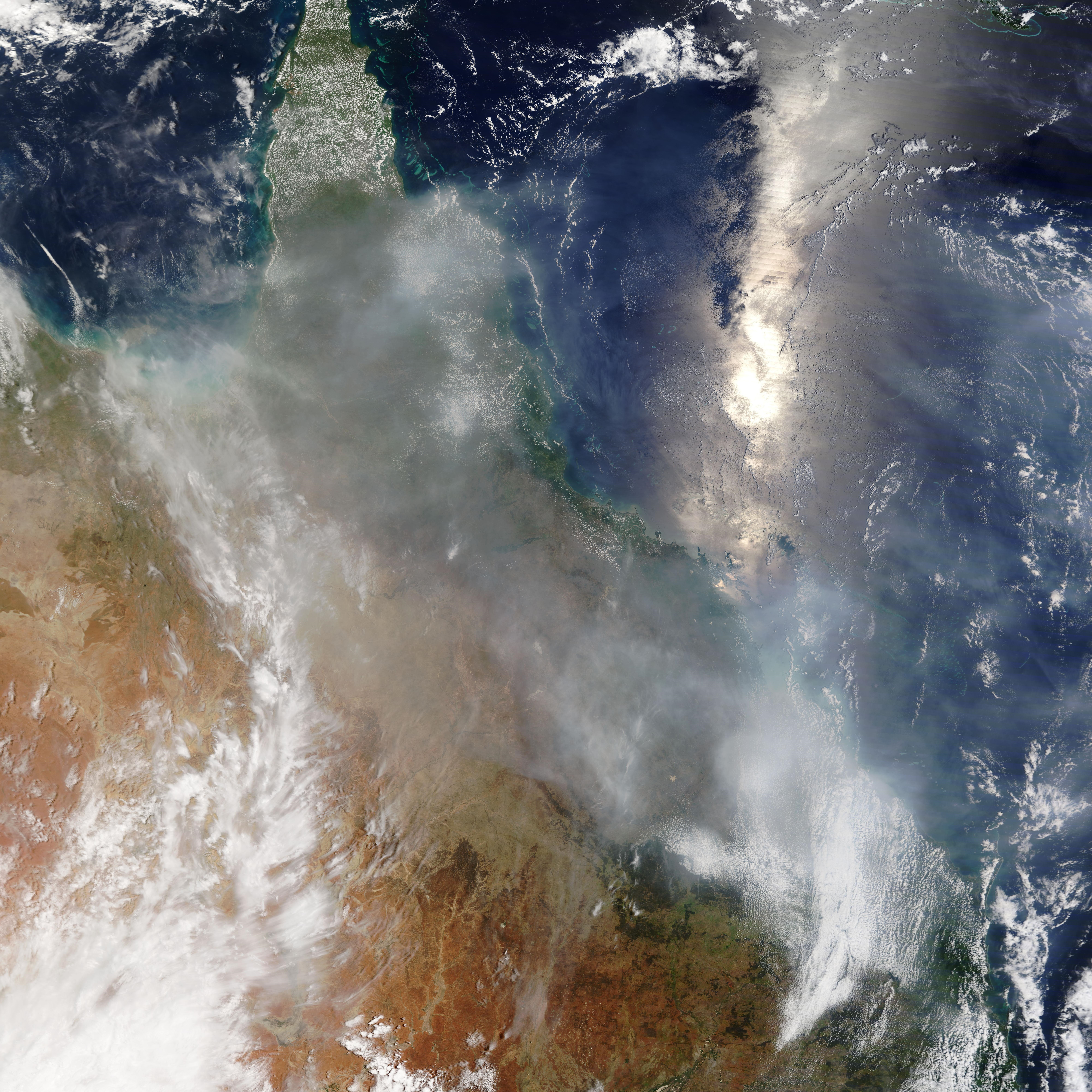
Cendres volcaniques de l'éruption au-dessus du Queensland, en Australie, le 17 janvier.
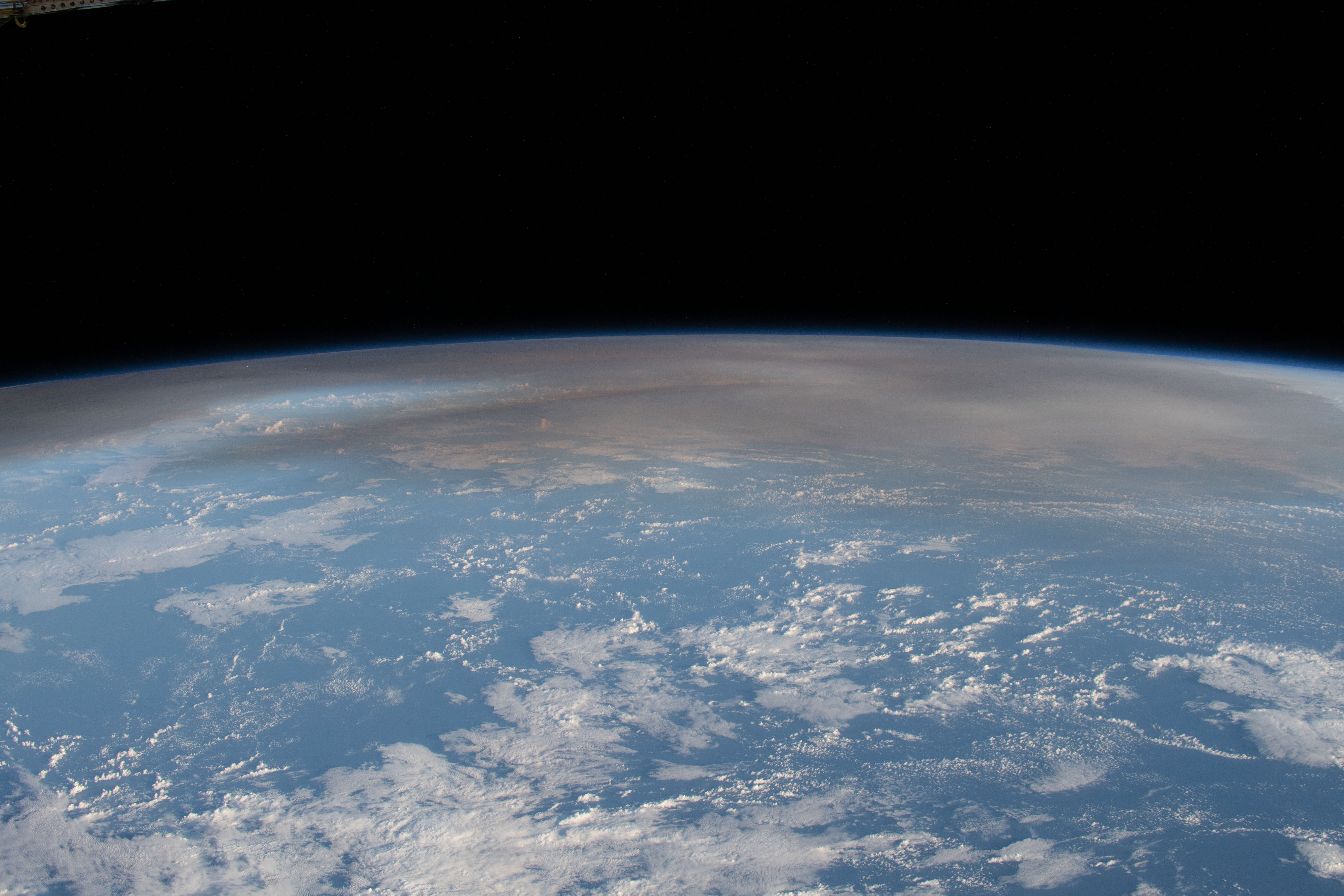
Panache atmosphérique de l'éruption photographié depuis la station spatiale internationale alors qu'elle orbite à 433 km au-dessus de l'océan Pacifique au nord-ouest d'Auckland, en Nouvelle-Zélande.

## Conséquences
La caldeira, large de 4 km, s'est fortement enfoncée (de moins de 200 m sous le niveau de la mer à plus de 850 m). Environ 6,5 km3 de roches (l'équivalent d'une boule d'environ 1,8 km de diamètre) ont été projetées vers le ciel.
L'explosion du volcan sous-marin a détruit 90 % de l'île inhabitée de Hunga Tonga Ha'apai et formé un panache de cendres atteignant la moitié de la taille de la France. Elle a aussi généré une onde de choc atmosphérique qui a fait plusieurs fois le tour de la Terre et des ondes sismiques enregistrées par l'ensemble des stations de surveillance réparties à la surface du globe,. Les ondes de Lamb, qui se propagent le long de la surface terrestre, ont atteint la vitesse de 320 m/s, comparable à celle des ondes générées par l'éruption du Krakatoa en 1883,.
L'étendue des dégâts et des victimes des Tonga reste incertaine au 15 janvier en raison de problèmes de communication. La Première ministre néo-zélandaise Jacinda Ardern déclare qu'en raison de coupures de courant, un câble sous-marin desservant les Tonga est peut-être touché, et que les autorités tentent de toute urgence de rétablir les communications. Des séquences vidéo montrant des vagues frappant les zones côtières des Tonga sont rapportées par Sky News. Des missions de sauvetage sont envoyées sur Atatā (en), une petite île au large de la capitale qui aurait été partiellement submergée. Il y a des rapports d'habitants de Tonga qui ont du mal à respirer à cause des cendres. Au 16 janvier 2022, le gouvernement tongan ne confirme aucune victime liée à l'éruption ou au tsunami.

### Tsunami
Les îles les plus proches ont reçu des vagues atteignant 18 mètres de hauteur, et très loin de là, il a par exemple touché un homme et deux femmes dans un camion au Pérou lorsqu'une vague de 2 m les a frappés sur la plage de Naylamp, à Lambayeque. Le chauffeur a pu se sauver mais la vague a coûté la vie aux deux femmes dont les corps ont été emmenés à la morgue,.
À San Gregorio, dans le comté de San Mateo en Californie (États-Unis), quatre pêcheurs auraient été emportés par le tsunami et deux d'entre eux ont été blessés. Ils ont reçu des soins tandis que les deux autres ont été secourus indemnes. Les pompiers de San Francisco et la Garde côtière ont secouru au moins trois surfeurs.

Vue des conséquences des chutes de cendres et du tsunami dans l'archipel des Tonga.
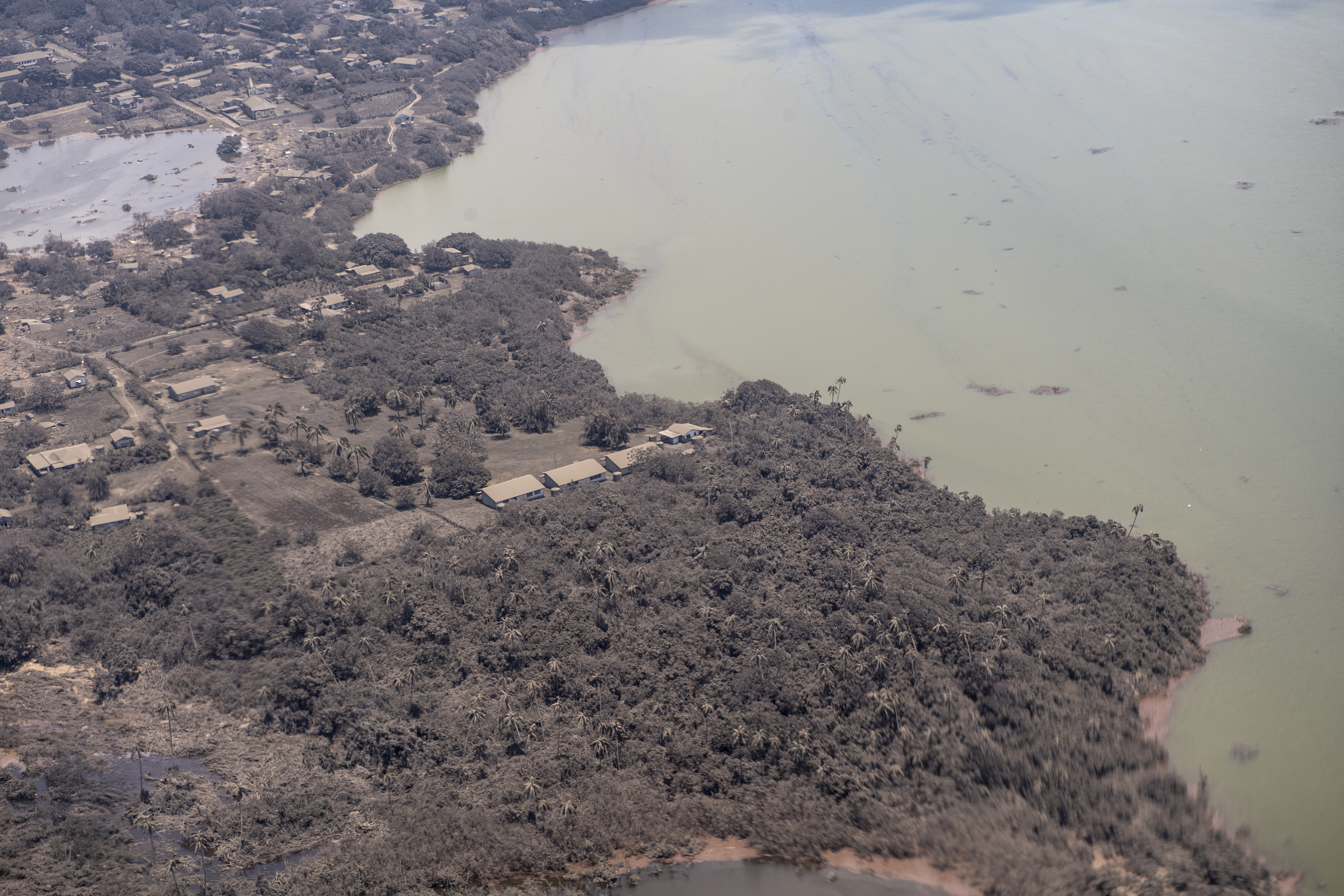
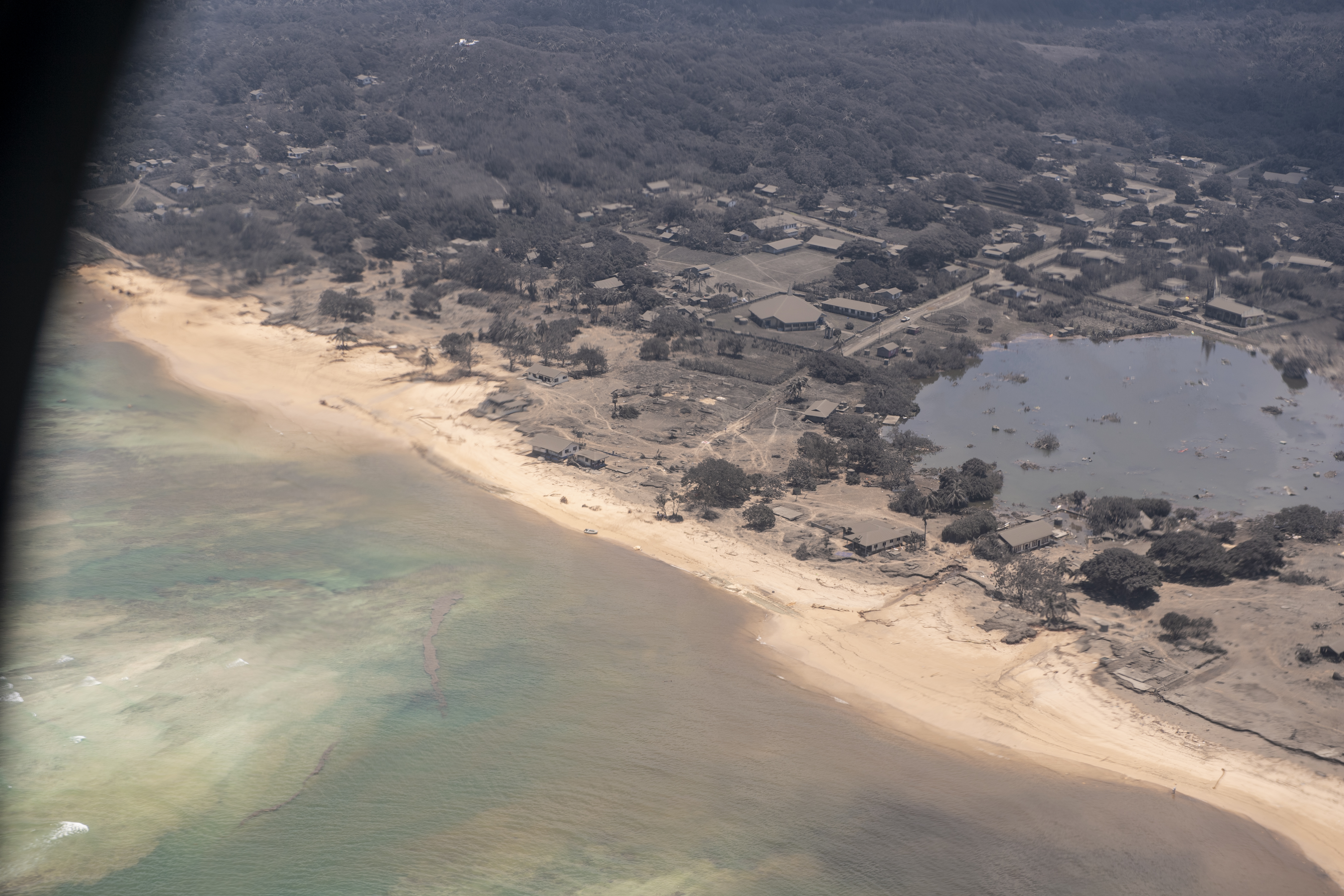
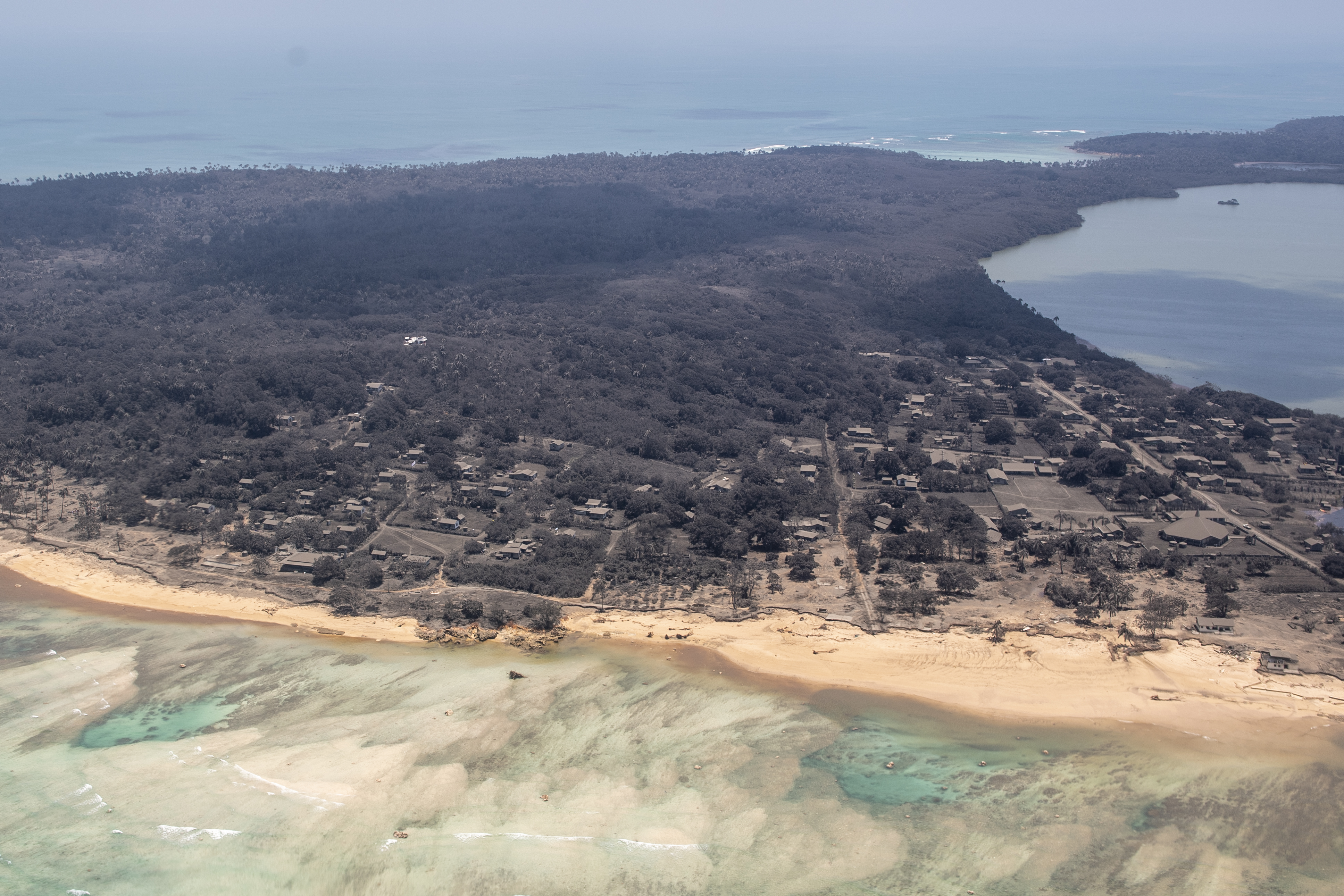

#### En Océanie
À la suite de l'éruption du 15 janvier 2022, un séisme de magnitude 5,8 et un tsunami de 1,2 m frappent la capitale tongane, Nukuʻalofa,. Les marégraphes de la ville enregistrent des vagues de 1,5 à 2 m de hauteur. Des vidéos diffusées sur Internet montrent une série de vagues frappant le rivage et les maisons. D'autres vidéos montrent des chutes de cendres et un nuage de cendres masquant le soleil. Selon un habitant de la capitale tongienne, une série d'explosions initiales plus petites ont été entendues. L'éruption est suivie d'un tsunami environ 15 minutes plus tard. Une longue vague blanche est observée en mer à l'approche de la côte et ce serait trois vagues qui auraient frappé la côte, la première étant la plus importante. À la suite du tsunami, le roi Tupou VI est évacué et des embouteillages se forment alors que les habitants fuient vers les hauteurs. Jacinda Ardern précise que le tsunami aurait principalement frappé le littoral nord de Nukuʻalofa avec des bateaux et de gros rochers rejetés sur le rivage. Aux Fidji, un marégraphe à Suva enregistre une vague de 20 cm à 17 h 40 heure locale. Le tsunami est également signalé dans les îles Lau et dans les îles de Moce, Moala, Kadavu et Taveuni avec une faible intensité provoquant tout de même des inondations.
Aux Samoa américaines, la hauteur des vagues du tsunami est estimée à 61 cm par des marégraphes. Une alerte tsunami est décrétée à Wallis-et-Futuna, et levée à 23 h.
Des vagues de tsunami qualifiées de « destructrices » de 1 à 2,5 m sont observées dans plusieurs îles du Vanuatu. Le département de météorologie et des risques géologiques de Vanuatu déclare que l'activité du tsunami devrait persister dans la nuit du 15 janvier 2022. Des vagues jusqu'à 80 cm de hauteur sont enregistrées à Hanalei, à Hawaï.
Il a été signalé que le tsunami aurait coulé plusieurs bateaux et arraché d'autres de leurs amarres dans une marina de Tutukaka en Nouvelle-Zélande. Les vagues ont emporté des bateaux dans la baie et en ont brisé quelques-uns ensemble. Des débris de bateaux et de polystyrène ont été signalés. La défense civile Northland a déclaré que les dommages à la marina étaient graves. Selon Hauraki Gulf Weather, le tsunami a frappé le 16 janvier entre 1 h 5 et 1 h 10 heure locale sur l'île de la Grande Barrière avec une hauteur de 1,33 m. Le tsunami a provoqué des inondations dans la baie de Mahinepua où se trouvait un camping, sans victime puisque les 50 personnes présentes sur le site avaient été évacuées. Un groupe de pêcheurs du port de Hokianga a pu s'échapper en traversant plus d'1 mètre d'eau. Aucune victime n'a été signalée en Nouvelle-Zélande.
En Australie, le Bureau of Meteorology déclare que des vagues de tsunami ont été observées au cours de la nuit de samedi le long de la côte est de l'Australie. Les hauteurs maximales enregistrées sont de 1,27 m à l'île Norfolk, 1,10 m à l'île Lord Howe, 82 cm à la Gold Coast, au Queensland, 77 cm sur la baie Twofold, en Nouvelle-Galles du Sud et 50 cm à Hobart, en Tasmanie,.

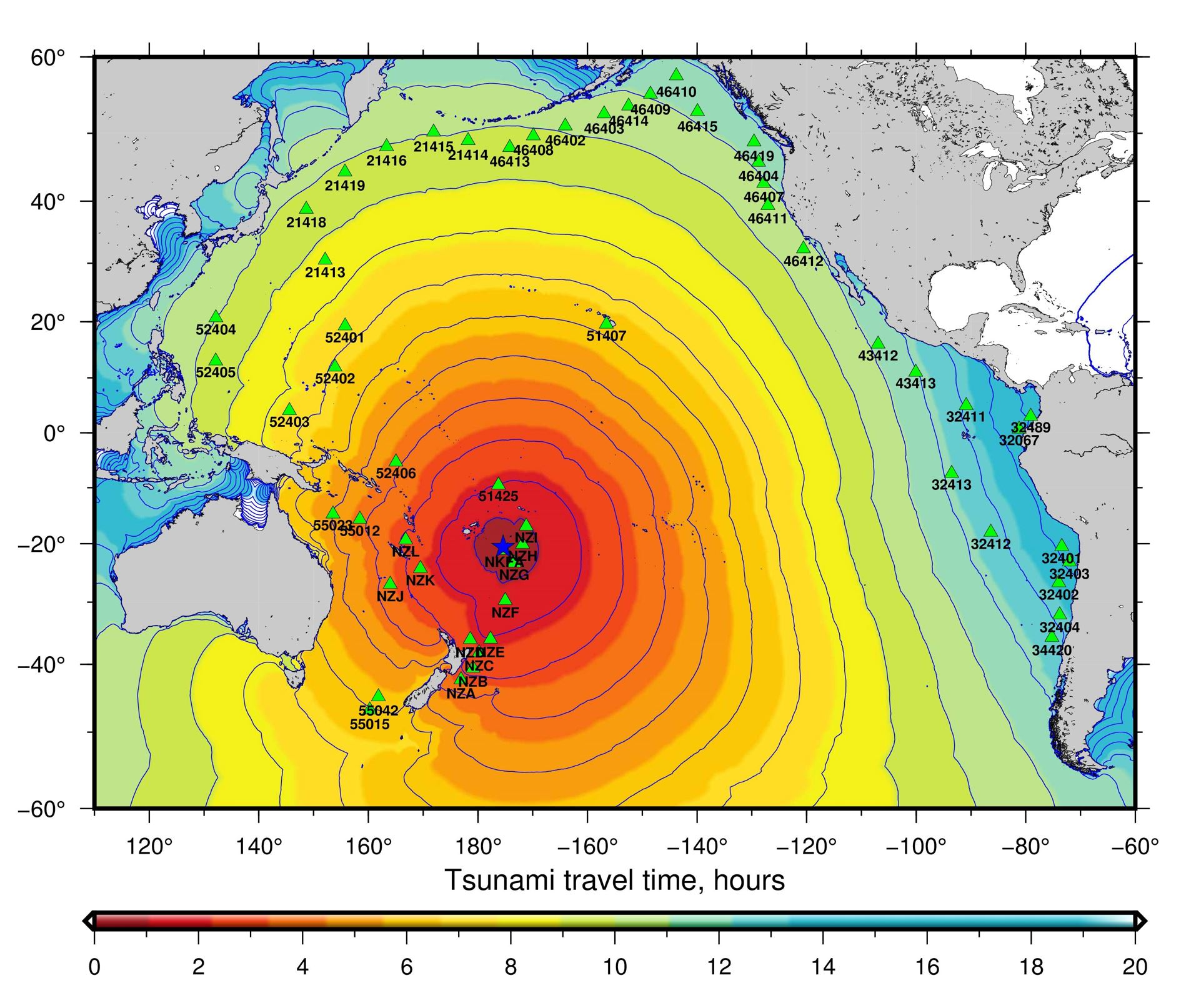
Temps de parcours du tsunami à travers le Pacifique par la NOAA.
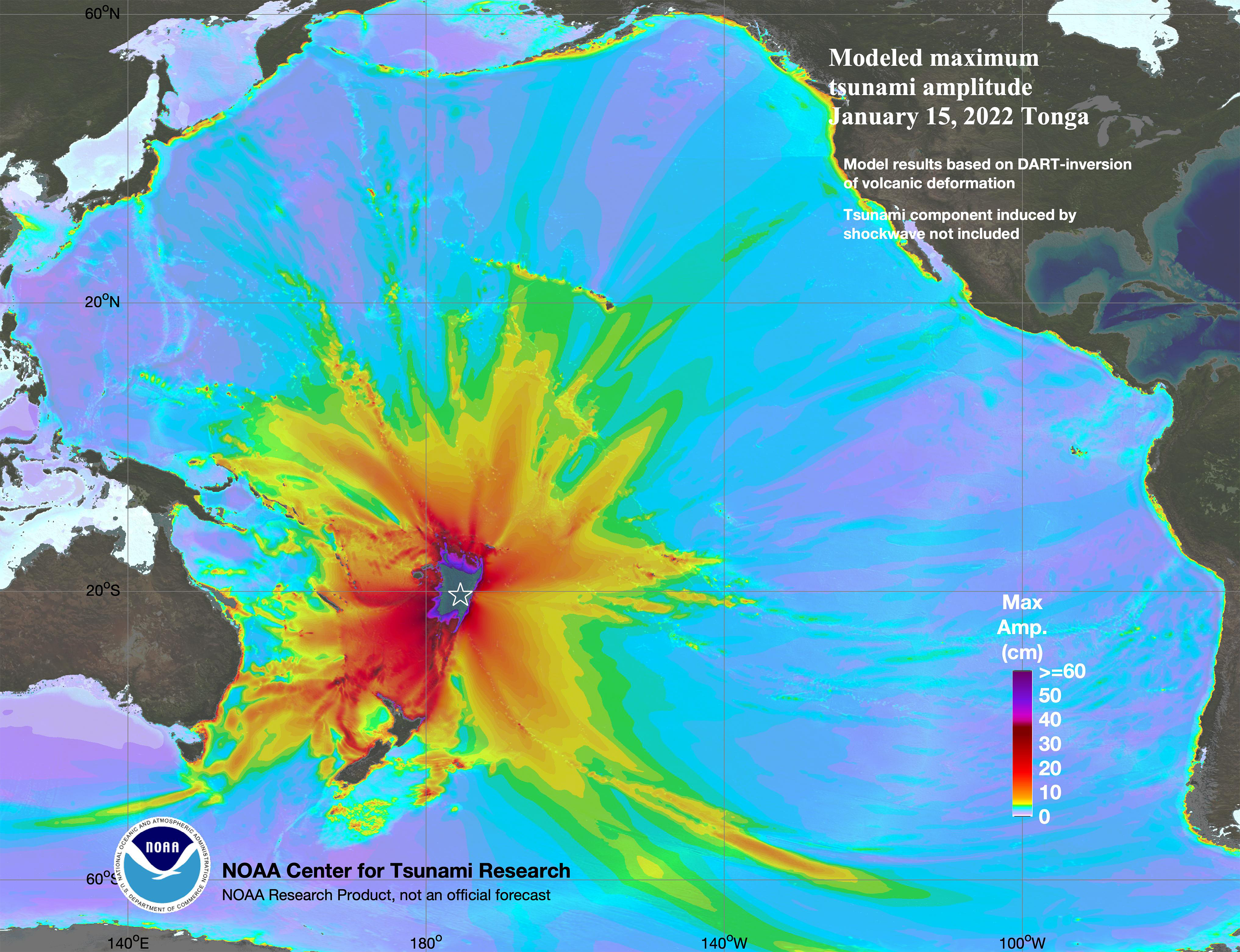
Carte de l'énergie du tsunami de la NOAA sur Hunga Tonga-Hunga Ha'apai.
- Animation de la propagation du tsunami par la NOAA.

#### En Asie
À Kominato, Amami, Kagoshima, Japon, un tsunami de 1,2 m est signalé à 23 h 55 le 15 janvier. À Tosashimizu, le tsunami est de 90 cm, de même qu'à Chichijima Futami. Sur la côte du Tohoku, une vague de 70 cm a frappé à 0 h 38 heure locale, le 16 janvier. Dans le port de Sendai, la hauteur du tsunami est de 90 cm à 0 h 8. Dans la préfecture d'Iwate, un tsunami de 1,1 m est enregistré à 2 h 26 le 16 janvier. Des vagues de tsunami de moins d'un mètre sont signalées le long de la côte pacifique d'Hokkaidō. Il s'agit de la première alerte au tsunami du pays depuis le séisme de 2016 à Fukushima.
Les îles Kouriles de Russie, à l'extrême est du pays, sont touchées par des vagues de tsunami d'environ 20 cm.

#### En Amérique
Des vagues de tsunami touchent le port de Santa Cruz en Californie samedi matin. De forts courants à Half Moon Bay sont signalés par le service d'incendie de San Mateo-Santa Cruz. Les plus hautes vagues sont mesurées à 1,31 m à Port San Luis et à 1,13 m à Arena Cove et Crescent City, en Californie,. Le parking du port de Santa Cruz est submergé sous 91 cm d'eau. Des vagues jusqu'à 37 cm de hauteur sont enregistrées à Nikolski, en Alaska. De petites vagues ont été observées à Seal Beach.
Sur les côtes mexicaines, les États de Guerrero, de Colima et de la péninsule de Basse-Californie, voient une élévation du niveau de la mer de 30 à 60 cm. Un niveau de marée maximum de 2,05 mètres à Manzanillo, Colima selon le Service Maréographique de l'Institut de Géophysique de l'Université nationale autonome du Mexique. Le tsunami a eu une amplitude de 1,19 mètre à Zihuatanejo. Des vagues d'un peu moins d'un mètre ont été enregistrées à Acapulco, Huatulco et Salina Cruz.
Le long des côtes du Pérou, le tsunami a fait des dégâts. Les restaurants et les bateaux de la plage de Lagunillas et du quartier de San Andrés ont été endommagés par les vagues. Des dommages aux quais et à certaines maisons se sont produits dans la capitale Lima. Des mesures d'évacuation des baigneurs et de protection des bateaux amarrés ont été mises en œuvre,. Quelques dégâts matériels ont été confirmés sur les plages. Une vague de 68 cm a été enregistrée dans le port de Callao, une de 72 cm dans le district de Marcona et une de 65 cm à Paita. Le tsunami a mesuré 2 mètres à Lambayeque, tuant deux personnes. À Ventanilla, le tanker Mare-Dorium qui déchargeait du pétrole brut dans une raffinerie de pétrole Repsol a été touché par la forte houle. Une importante marée noire s'est ensuivie, l'équivalent de 6 000 barils s'étant répandu selon les autorités.
Dans le nord du Chili, des vagues atteignant jusqu'à deux mètres ont frappé le littoral et des vidéos et images ont été diffusées sur les réseaux sociaux de la région de Los Ríos montrant des dégâts sur les jetées, transportant des bateaux et frappant les plages. Des avis d'évacuation côtière ont été émis dans 14 des 16 régions du Chili. Un niveau « alerte rouge » a été émis sur plus de 6 400 km de côtes. L'Office national des urgences (ONEMI) a déclaré que l'activité du tsunami pouvait persister jusqu'au lendemain.
Les conséquences de ces tsunamis liés à l'éruption ont pu être mesurées aussi loin que le golfe du Mexique et la mer des Caraïbes, la National Oceanic and Atmospheric Administration (NOAA) signalant une augmentation maximale de 12 cm à Porto Rico.

#### Alertes
Une alerte au tsunami a été émise dès le 14 janvier aux Tonga après l'observation de l'éruption. La baisse de l'activité volcanique a permis de lever l'alerte au matin du 15 janvier. Une vague de 30 centimètres a été observée lors de la première alerte au tsunami. Un autre avertissement a été lancé à l'ensemble des Tonga dans la soirée du 15 janvier à la suite d'une autre grande éruption. Des sirènes d'avertissement ont retenti à Nukuʻalofa tandis que les autorités exhortaient les habitants à évacuer vers les hauteurs.
Le département des ressources minérales des Fidji a émis une alerte au Tsunami aux personnes vivant autour des zones côtières pour qu'elles restent à l'écart des côtes. Des évacuations ont été effectuées sur les îles Lau après l'observation de l'activité des vagues dans la mer en demandant aux habitants de rester hors de l'eau à cause des forts courants et des vagues dangereuses. Le Premier ministre par intérim des Fidji, Aiyaz Sayed-Khaiyum, a exhorté le public à se protéger, rester à l'intérieur et à couvrir les réservoirs d'eau en cas de pluie en raison du risque d'acide sulfurique généré par l'éruption.
Des alertes aux tsunamis ont été émises aux Samoa américaines par le Pacific Tsunami Warning Center (PTWC),. Le PTWC a considéré le tsunami comme "dangereux" et a prévenu que les changements du niveau de la mer, ainsi que les courants forts pourraient constituer un risque le long de la côte. Les Samoa ont ensuite émis un avis de tsunami. Le PTWC a par la suite levé l'alerte au tsunami pour les Samoa américaines.
L'Agence nationale de gestion des urgences de Nouvelle-Zélande a dit aux habitants de s'attendre à "des courants forts et inhabituels et des surtensions imprévisibles" le long des côtes nord et est de l'île du Nord, ainsi que des îles Chatham et que ces courants présentaient un danger de blessures et de noyades.
Le Bureau of Meteorology australien a émis une alerte au tsunami, avec une alerte terrestre émise pour l'île Norfolk et l'île Lord Howe, et une alerte marine pour la côte est australienne, la Tasmanie et l'île Macquarie. Le 16 janvier, à 6 h 55 heure locale, des alertes de tsunami maritime ont été émises dans les états de Nouvelle-Galles du Sud, Queensland, Victoria et Tasmanie pour des courants forts et dangereux.
L'Agence météorologique du Japon (JMA) a informé les habitants qu'une légère perturbation de la mer pourrait se produire sans aucun dommage et que ce tsunami ne constituait pas une menace pour le littoral japonais. Les responsables de la JMA ont déclaré que l'élévation du niveau de la mer ne devrait pas dépasser les 20 centimètres pendant 24 heures à partir de 21 h Heure normale du Japon (UTC+9). Une alerte au tsunami a cependant été émise dans les îles Amami et les îles Tokara par le JMA avec des prévisions de vagues allant jusqu'à 3 m. Des alertes ont été émises sur la côte est et sud-est pour des vagues allant jusqu'à 1 m. Une alerte et un ordre d'évacuation a été délivré à la préfecture d'Iwate, ainsi qu'à six autres préfectures. L'Agence de gestion des incendies et des catastrophes (FDMA) a indiqué que 210 000 habitants vivant dans les sept préfectures ont été évacués. Le Japon a abaissé ses avertissements le lendemain matin. La Russie a émis un avis de tsunami pour les îles Kouriles.
Le Centre national d'alerte aux tsunamis (NTWC) a émis un avis de tsunami le long de la côte ouest des États-Unis et de la Colombie-Britannique, au Canada,. L'avis de la NTWC concerne toute la côte ouest américaine, du sud de la Californie à l'Alaska. Les plages ont été fermées, et les résidents côtiers ont été invités à se déplacer vers des zones plus élevés. Des vagues mesurant 30 à 60 cm devaient toucher les côtes dès 7 h 30 Heure normale du Pacifique (UTC−8) le long de la côte centrale. San Francisco devait recevoir ses premières vagues à 8h10. Les plus fortes vagues de tsunami étaient attendues une à deux heures après l'arrivée des premières. Un avis de tsunami a été mis en place pour l'ensemble d'Hawaï. Des avis au Canada ont été émis le long des côtes nord et centrale de la Colombie-Britannique, ainsi que de l'archipel Haïda Gwaïi et de l'île de Vancouver. Aucun ordre d'évacuation n'a été prononcé, mais les gens ont été invités à éviter les plages et les marinas. Le niveau d'alerte était faible en raison de la hauteur des vagues inférieures aux 91 cm du seuil nécessaire pour une mise à niveau. Dans la soirée, les États-Unis ont levé les avis pour l'Alaska, Hawaï, Washington, l'Oregon et certaines parties de la Californie. Ils sont restés en vigueur en Californie dans certaines parties de la côte centrale et nord.
Le Chili a également émis un avertissement pour un probable "tsunami mineur" pour la majeure partie de sa zone côtière, y compris l'île de Rapa Nui, et une alerte pour l'évacuation a été déclarée pour ces 7 régions,.

#### Secours
Des opérations de sauvetage sont en cours sur l'île d'Atata, située au large de l'île principale des Tonga, près de Nukuʻalofa, après que la petite île aurait été submergée par le tsunami.
La Première ministre néo-zélandaise Jacinda Ardern a déclaré que des responsables du ministère des Affaires étrangères discutaient de ce qui était nécessaire à fournir comme aide aux Tonga. Elle a décrit les événements aux Tonga comme extrêmement préoccupants. Lors d'une conférence de presse à 15 h NZDST le 16 janvier, Ardern annonce que le gouvernement néo-zélandais fait un premier don de 500 000 dollars néo-zélandais comme point de départ. Les ressources de la Royal New Zealand Navy étaient en cours de préparation pendant le discours. Un Lockheed P-3 Orion de la RNZAF serait envoyé en vol de reconnaissance dès que possible. Le nuage de cendres, estimé à 63 000 pieds, est situé bien au-dessus du plafond opérationnel de cet avion de patrouille maritime.
Les Tonga ont autorisé le gouvernement australien à survoler leur territoire pour évaluer les dégâts. Un Boeing P-8 Poseidon des Forces de défense australiennes devrait partir le matin du 17 janvier pour les Tonga afin d'examiner les dommages des principales infrastructures (routes, ports et lignes électriques).

## Impact écologique
Autour du volcan, de très importantes coulées pyroclastiques, des torrents de cendres toxiques et de lave brûlante se sont écoulés sur les pentes submergées de la caldeira. Sous l'eau, la pluie de cendres chaudes a provisoirement transformé les fonds marins en une zone marine morte, ayant l'apparence d'un désert blanc, sur des milliers de kilomètres carrés à partir du point d'éruption. Selon Mackay du NIWA (National Institute for Water and Atmospheric Research) qui a fait les premiers échantillonnages sous-marins pour évaluer les conséquences en termes d'écologie marine, « au fond de la mer, rien ne semble avoir survécu, même si des échantillons sont toujours en cours d'analyse pour déterminer l'étendue des dégâts. "Nous ne pensons même pas que des bactéries y vivent. C'est à quel point nous pensons que les sédiments sont toxiques ». En juin 2022, ces échantillons sont étudiés pour évaluer les niveaux d'acidification et d'anoxie.
Les résultats publiés en 2024 indiquent que 10 km3 de fonds marins ont été déplacés et que tout a été balayé dans un rayon de 20 km autour du lieu de l'éruption.

## Impact climatique et atmosphérique
Selon la NASA, l'éruption a — le 15 janvier 2022 — créé un « bang sonique qui a fait deux fois le tour du globe ».
L'explosion a été immédiatement suivie de la formation d'une colonne d'éruption inhabituellement haute (atteignant 57 kilomètres d'altitude, la plus haute colonne d'éruption connue de l'Histoire, touchant la mésosphère).

Cette colonne a créé plusieurs nuages en forme de « parapluies », dont l'un plus haut dans la stratosphère et un autre, plus bas, à environ 17 km d'altitude.
L'éruption a aussi généré un flash de rayons gamma terrestres (TGF).
L'éruption aurait d'abord (via les aérosols) réduit la température moyenne de la Terre de 0,1 à 0,2 degré Celsius durant environ six mois, surtout dans les régions polaires, où la température a pu chuter de 0,5 à 1 degré Celsius (une conséquence habituelle des grosses éruptions). Mais dans Geophysical Research Letters, Millán et ses collègues ont calculé qu'environ 146 téragrammes de vapeur d'eau ont aussi été rejetés dans la stratosphère (normalement froide et sèche) – « soit l'équivalent de 10 % de l'eau déjà présente dans cette atmosphère ». La NASA a confirmé (grâce au micro-onde Limb Sounder) que la quantité de vapeur d'eau injectée dans la stratosphère a été « énorme » (environ 145 millions de tonnes ou de mètres cubes, soit l'équivalent de 58 000 piscines olympiques, ou à titre d'illustration, environ 10 % du volume du lac d'Annecy propulsé à plus de 50 km de haut. À cette altitude, cette eau-vapeur est un puissant gaz à effet de serre, qui a annulé l'effet aérosol, avec en termes de bilan net un réchauffement significatif du système climatique, un phénomène inattendu. Cette quantité d'eau a à moyen terme un effet inverse, de réchauffement, tel qu'elle « réchauffer temporairement la surface de la Terre ».
En perturbant l'équilibre thermique local, cette eau a aussi suscité des vents anormaux.
Les premières évaluations des conséquences à court terme sur les températures planétaires sont estimées par une étude parue le 1er mars 2022, à un niveau très faible de 0,004 °C, grâce notamment à la position du volcan, nettement au sud de l'équateur et à un faible niveau d'émission de dioxyde de soufre (une molécule précurseur de particules qui à haute altitude augmentent l'albedo terrestre, ce qui refroidit l'atmosphère). Cette étude estime que, même dans l'hémisphère sud, l'impact sur les températures devrait être très faible.

Une autre étude parue en août 2022 estime une augmentation de 7 % de la probabilité que le réchauffement climatique dépasse 1,5 °C (2,7 °F) au cours d'au moins une des cinq prochaines années, bien que les émissions de gaz à effet de serre et la politique climatique visant à les atténuer restent le principal déterminant de ce risque.